# Бургундська брама
47°36′15″ пн. ш. 6°59′42″ сх. д. / 47.604061° пн. ш. 6.995133° сх. д.
Бургундська брама (нім. Burgundische Pforte) або Бельфортський прохід (фр. Trouée de Belfort) — гірське плато розташоване між північними відрогами гір Юра та південною частиною Вогез, Франція. Є вододілом сточищ Рейну на сході і Рони на заході, частина Європейського вододілу між Північним морем і Середземним морем.

## Географія
Висота над рівнем моря коливається від 345 м до 400 м. Брама має приблизно 40 км завширшки. З'єднує французький департамент Верхній Рейн з департаментом Бельфор. Прохід дозволяє теплому середземноморському повітрю просуватись на північний схід на Верхньорейнську рівнину і Середньорейнську долину.
Брамою прямують автостради Route nationale 83 і А36, залізниця Париж — Базель і планована високошвидкісна залізниця LGV Rhin-Rhône, а також канал Рона-Рейн.